# Pleurifera
Pleurifera is een geslacht van weekdieren uit de klasse van de Gastropoda (slakken).

## Soorten
- Pleurifera fulgens K. Monsecour & D. Monsecour, 2016
- Pleurifera lepida K. Monsecour & D. Monsecour, 2016
- Pleurifera suzannae (Drivas & Jay, 1990)
- Pleurifera tenuilabris K. Monsecour & D. Monsecour, 2016